# David McGill
David McGill, född 25 oktober 1901, död 6 september 1981, var en friidrottare från Kanada. Han deltog vid olympiska sommarspelen 1924.